# Marina Boermistrova
Marina Nikolajevna Boermistrova (Russisch: Марина Николаевна Бурмистрова) (Kalinin, 3 februari 1974) is een Russische basketbalspeelster, die speelt voor het nationale team van de Sovjet-Unie en Rusland. Ze werd Meester in de sport van Rusland, Internationale Klasse.

## Carrière
Boermistrova begon haar carrière bij Oeralmasj Sverdlovsk in 1987. In 1992 stapte ze over naar CSKA Moskou. Met die club werd ze vijf keer Landskampioen van Rusland in 1993, 1994, 1995, 1996 en 1997. In 1997 stond Boermistrova met haar club in de finale om de Ronchetti Cup. Ze tegenover Cariparma Parma uit Italië. Ze wonnen met 131-125 over twee wedstrijden. In 1997 ging ze spelen voor Tverichanka 2000 Tver. In 1999 ging Boermistrova spelen in Oekraïne voor Kozatsjka-ZAlK Zaporizja. Na één seizoen stapte ze over naar Akademik Plovdiv in Bulgarije. Met die club werd ze Landskampioen van Bulgarije in 2001 en Bekerwinnaar van Bulgarije in 2002. In 2002 keerde ze terug naar Tverichanka 2000 Tver. In 2008 stopte ze met basketballen.
Met het nationale team van Rusland won Boermistrova goud in 1991 en brons in 1995 op de Europese Kampioenschappen.

## Erelijst
- Landskampioen Rusland: 5
  - Winnaar: 1993, 1994, 1995, 1996, 1997
- Landskampioen Bulgarije: 1
  - Winnaar: 2001
  - Tweede: 2002
- Bekerwinnaar Bulgarije: 1
  - Winnaar: 2002
- Ronchetti Cup: 1
  - Winnaar: 1997
- Europees Kampioenschap: 1
  - Goud: 1991
  - Brons: 1995